# Josep Teodor Vilar i Farrés
Josep Teodor Vilar i Farrés (Barcelona, 1836 – Barcelona, 21 d'octubre de 1905) fou un compositor i director d'orquestra català.
Va estudiar amb l'organista Ramon Vilanova a Barcelona i el 1859 marxà a París per estudiar piano amb Henri Herz i composició amb François Bazin i Jacques Halévy.
De retorn a Barcelona el 1863, va esdevenir director d'orquestra en un dels teatres menors de la ciutat i, posteriorment, del Teatre Principal. També feu de professor.
Va escriure sarsueles, entre les quals La romeria de Recasens (1867), L'últim rei de Magnòlia (1868), Los pescadors de Sant Pol (1869), Una prometensa (1870), La Rambla de les Flors (amb llibret de Frederic Soler) (1870), Pot més que pinta (1870), La lluna en un cove, L'esca del pecat (1871), La torre del amore (1871).
Va morir el 21 d'octubre de 1905 a Barcelona, viudo de Josefa Soler, segons la inscripció del Registre de Defuncions. Va morir a causa d'una hematèmesi.